# Karol Piórecki

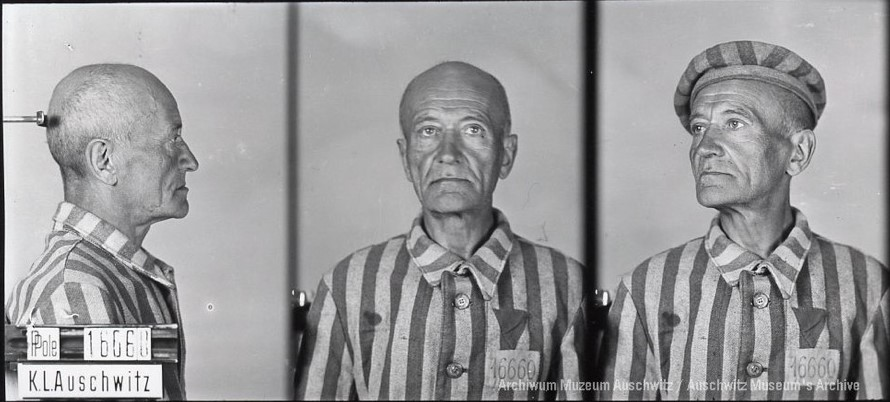
Karol Piórecki jako więzień KL Auschwitz

Karol Franciszek Piórecki, ps. Bończa (ur. 4 grudnia 1884 w Stanisławowie, zm. 28 lutego 1942 w KL Auschwitz) – major dyplomowany piechoty Wojska Polskiego, działacz niepodległościowy, kawaler Orderu Virtuti Militari.

## Życiorys
Urodził się 4 grudnia 1884 w Stanisławowie, ówczesnym mieście powiatowym Królestwa Galicji i Lodomerii, w rodzinie Jana i Karoliny z domu Truka. 6 lipca 1907 zakończył naukę w klasie VIIIa c. k. Gimnazjum Wyższego w Brzeżanach ze zdanym egzaminem dojrzałości. Następnie rozpoczął studia na Wydziale Prawa Uniwersytetu Lwowskiego, lecz po dwóch latach z powodu braków środków finansowych, zmuszony był je przerwać. Ukończył prywatnie kurs księgowości i buchalterii, odbył praktykę w Kasie zaliczkowej w Złoczowie i podjął pracę urzędnika bankowego. Do sierpnia 1914 był zatrudniony w Związku Ziemian we Lwowie. Należał do Związku Walki Czynnej i Związku Strzeleckiego.
18 sierpnia 1914 wstąpił do Legionów Polskich. Został przydzielony jako sierżant do 2. kompanii I batalionu 1 pułku piechoty. 18 lutego 1915 został awansowany do stopnia sierżanta. Pełnił obowiązki sekcyjnego, następnie sierżanta liniowego, podoficera ordynansowego i dowódcy plutonu w 3. kompanii I baonu 1 pp. 1 stycznia 1917 został mianowany chorążym piechoty. 31 marca 1917 był odnotowany w 3. kompanii I baonu 1 pp i przedstawiony do odznaczenia austriackim Krzyżem Wojskowym Karola. Po odezwie Tymczasowej Rady Stanu z 18 maja 1917 wystąpił 20 czerwca tego roku do cesarza Karola I o zwolnienie z obywatelstwa austriackiego oraz do TRS o przyznanie obywatelstwa Królestwa Polskiego. Był ostatnim adiutantem pułku przed jego rozwiązaniem (do 18 września 1917). Później został wcielony do austriackiego 100 pułku piechoty i wysłany na front włoski. 18 grudnia 1917 w walkach nad Piawą, ciężko ranny i kontuzjowany, dostał się do niewoli włoskiej. W czerwcu 1918 jako inwalida wojenny został zwolniony z niewoli i wrócił do Galicji Zachodniej. Leczył się w szpitalu wojskowym w Krakowie.
W listopadzie 1918 oddał się do dyspozycji Polskiej Komendy Wojskowej w Krakowie. 18 listopada 1918 generał Bolesław Roja mianował go z dniem 1 grudnia 1918 porucznikiem ze starszeństwem od 1 maja 1917 oraz przydzielił do Oddziału II Polskiej Komendy Wojskowej. 8 stycznia 1919 został przyjęty do Wojska Polskiego z dniem 15 listopada 1918 z tymczasowym zatwierdzeniem stopnia porucznika nadanego przez gen. Roję. Następnie został przeniesiony do Dowództwa Okręgu Generalnego Warszawa, gdzie wziął udział w organizacji 1 i 3 Dywizji Legionów. Od kwietnia 1919 brał udział w walkach 1 Dywizja Legionów. 9 grudnia 1919 został warunkowo mianowany kapitanem w piechocie z dniem 1 grudnia 1919.
2 stycznia 1920 rozpoczął naukę na II Kursie Wojennej Szkoły Sztabu Generalnego w Warszawie. W połowie kwietnia został przydzielony do 4 Dywizji Piechoty i wziął udział w wyprawie kijowskiej. Pierwszego dnia odwrotu z Kijowa (10 czerwca 1920) został przeniesiony do 1 Dywizji Legionów na stanowisko szefa sztabu. Wziął udział w walkach odwrotowych dywizji, a następnie w kontruderzeniu znad Wieprza i bitwie nad Niemnem.
W początku styczniu 1921 wrócił do Warszawy i kontynuował naukę na kursie. Od 1 czerwca tego roku jego oddziałem macierzystym był 1 pułk piechoty Legionów. W październiku 1921, po ukończeniu kursu i otrzymaniu „pełnych kwalifikacji do pełnienia służby na stanowiskach Sztabu Generalnego” został przydzielony do 20 Dywizji Piechoty w Słonimie na stanowisko szefa sztabu. 3 maja 1922 został zweryfikowany w stopniu majora ze starszeństwem od 1 czerwca 1919 i 499. lokatą w korpusie oficerów piechoty. Później został przeniesiony macierzyście do 79 pułku piechoty  w Słonimie z pozostawieniem na stanowisku szefa sztabu 20 DP. Z dniem 15 października 1923 został przydzielony do Oddziału III Sztabu Generalnego na stanowisko szefa Wydziału Wychowania Fizycznego. W lipcu 1926 został przeniesiony do 85 pułku piechoty w Nowej Wilejce, w celu odbycia stażu na stanowisku dowódcy batalionu. W listopadzie 1927 został przeniesiony do Dowództwa Okręgu Korpusu Nr III w Grodnie na stanowisko szefa Oddziału Wyszkolenia. W listopadzie 1928 został zwolniony z zajmowanego stanowiska i oddany do dyspozycji dowódcy Okręgu Korpusu Nr III, a z dniem 31 sierpnia 1929 przeniesiony w stan spoczynku. W 1934, jako oficer stanu spoczynku pozostawał w ewidencji Powiatowej Komendy Uzupełnień Słonim. Posiadał przydział do Oficerskiej Kadry Okręgowej Nr IX. Był wówczas „przewidziany do użycia w czasie wojny”. W tym czasie był zatrudniony w Składnicy Materiału Intendenckiego nr 3 w Grodnie-Łosośni, w charakterze urzędnika.
W styczniu 1938 leczył się w Oddziale Nerwowym Szpitala Obszaru Warownego „Wilno” na Antokolu. 24 czerwca 1938 wyrokiem Sądu Okręgowego w Wilnie został skazany za znieważenie słowne funkcjonariuszy Policji Państwowej w dniach 14 listopada 1937 i  3 marca 1938 w Wilnie na karę łączną dwóch miesięcy aresztu. Powyższy wyrok został 25 listopada 1938 zatwierdzony w Wydziale Odwoławczym Karnym Sądu Okręgowego w Wilnie.
29 maja 1941 przybył do obozu koncentracyjnego Auschwitz, gdzie zginął 28 lutego 1942.
Był żonaty z Ireną z Odyńców (zm. 1978), z którą miał dwóch synów: Andrzeja (1920–2004) i Leona (ur. 1921). Żona Irena i syn Andrzej zostali pochowani na cmentarzu rzymskokatolickim w Radomiu (kwatera 4B, grób 2135).

## Ordery i odznaczenia
- Krzyż Srebrny Orderu Wojskowego Virtuti Militari nr 3591 – 6 grudnia 1921[32][2][33]
- Krzyż Niepodległości – 22 grudnia 1931 „za pracę w dziele odzyskania niepodległości”[34][1][35]
- Krzyż Walecznych czterokrotnie[2]
- Medal Pamiątkowy za Wojnę 1918–1921[2]
- Medal Dziesięciolecia Odzyskanej Niepodległości[2]
- Odznaka „Za wierną służbę”[2]